# Ném còn

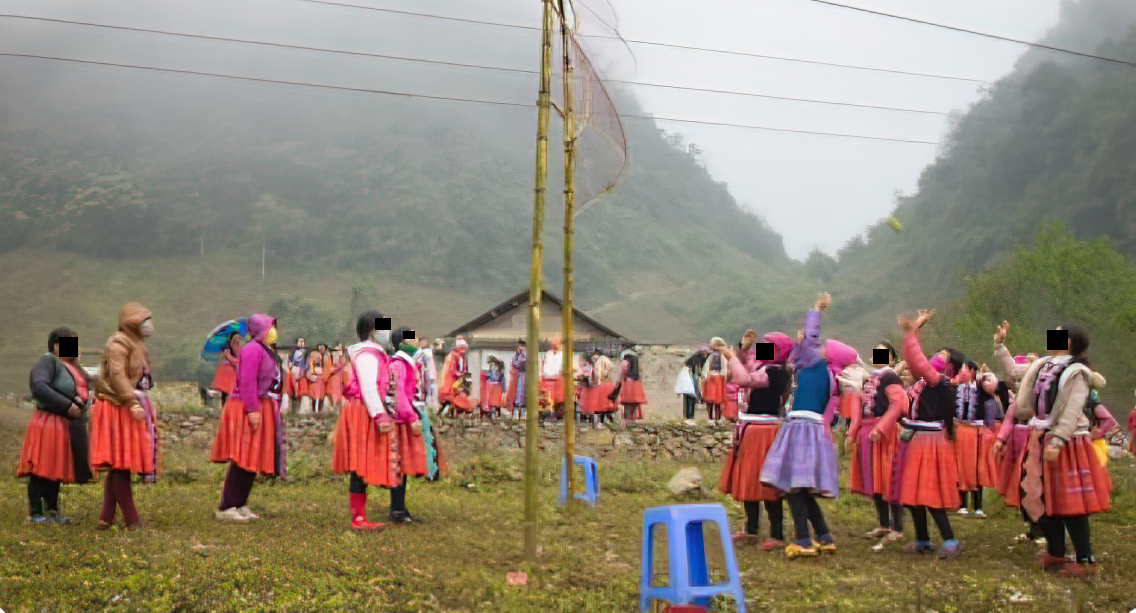
Ném còn

Ném còn là một trò chơi dân gian Việt Nam phổ biến trong các dịp lễ hội đầu năm của các dân tộc Tày, Thái, Mường... chủ yếu ở vùng Tây Bắc, Việt Nam. Ý nghĩa của trò chơi là cầu mong mùa màng tươi tốt, vạn vật sinh sôi nảy nở và cầu mong giao hòa âm dương, đất trời.

## Mô tả
Trò chơi gồm một cây cọc thẳng lớn có chiều cao từ 10 đến 15 m và có gắn một vòng tròn lớn, đặt ở một sân bãi rộng rãi. Quả còn (trái còn) làm bằng vải nhiều màu chứa hạt bông, thóc hoặc cát, dây lược gắn với quả còn dài 50 – 60 cm. Người chơi đứng cách cây cọc một khoảng cách tương đối, sau đó cầm dây lược ném quả còn làm sao cho quả bay qua vòng tròn trên cây cọc là chiến thắng.